# Dla niej wszystko (film 2010)
Dla niej wszystko (oryg. The Next Three Days) – amerykański dramat kryminalny z 2010 roku w reżyserii Paula Haggisa. Jest to remake francuskiego filmu z 2008 roku Dla niej wszystko (oryg. Pour Elle) w reżyserii Freda Cavayé.

## Fabuła
John Brennan (Russell Crowe) oraz jego żona Lara (Elizabeth Banks) prowadzą spokojne życie. Niespodziewanie, Lara zostaje oskarżona o morderstwo i trafia do więzienia. Życiowa sytuacja Johna drastycznie się zmienia. Samotnie wychowuje syna, pracuje w college’u, ale przede wszystkim stara się znaleźć dowody na niewinność swojej żony. Po odrzuceniu przez sąd apelacji, John zaczyna szukać innych sposobów na wydostanie żony z więzienia. Spotyka pewnego człowieka, który opowiada mu o sposobach ucieczki z więzienia. John postanawia wydostać żonę na wolność. Tworzy w tym celu plan doskonały, od którego powodzenia zależeć będzie wolność Lary.

## Obsada
- Russell Crowe jako John Brennan
- Elizabeth Banks jako Lara Brennan
- Lennie James jako porucznik Nabulsi
- Olivia Wilde jako Nicole
- Ty Simpkins jako Luke
- Brian Dennehy jako George Brennan
- Helen Carey jako Grace Brennan
- Liam Neeson jako Damon Pennington
- Aisha Hinds jako detektyw Collero
- RZA jako Mouss